# Агуляно
Агуля̀но (на италиански: Agugliano, на местен диалект Gujà, Гуя) е малко градче и община в Централна Италия, провинция Анкона, регион Марке. Разположено е на 203 m надморска височина. Населението на общината е 4870 души (към 2011 г.).